# Abinsk
Abinsk (del ruso: Аби́нск) es una ciudad del krai de Krasnodar de Rusia, centro administrativo del raión homónimo. Está situada a orillas del río Abín, afluente del río Adagum, de la cuenca hidrográfica del Kubán, a 69 km al oeste de Krasnodar, la capital del krai. En 2010 tenía 34 510 habitantes.
La ciudad más cercana es Krymsk, a 12 km al oeste. Es cabeza del municipio Abinskoye, al que pertenecen asimismo Berezhnói, Korobkin, Proletari y Shapsúgskaya.

## Historia
En 1834, en el emplazamiento de un asentamiento shapsug, el teniente general Alekséi Veliamínov mandó construir el fuerte de Abínskaya. En 1863 se concedió el derecho a cultivar la tierra y asentarse, convirtiéndose en una stanitsa. Aquí fueron exiliados los decembristas Aleksandr Bestúzhev, Aleksandr Odóyevski y Pável Katenin. Recibió la inmigración de griegos pónticos que emigraron por las persecuciones en el Imperio otomano a finales del siglo XIX y principios del XX. Fue nombrada centro administrativo del distrito homónimo durante la época soviética (1935). En 1962 se le otorgó el estatus de asentamiento de tipo urbano (Abinski) y en 1963, el de ciudad y su nombre actual.

## Economía y transporte
La economía de Abinsk se basa en las industrias alimentarias (conservas, vino), los materiales de construcción y la transformación de la madera (muebles, parqués). Existe asimismo una fábrica metalúrgica. En la zona se cultivan cereales, se extrae petróleo y mercurio.
La principal carretera que pasa por la ciudad es la A146, que de Novorossisk y Anapa (M25) van a Krasnodar. Cuenta con una estación de ferrocarril (Abínskaya) del ferrocarril del Cáucaso Norte.

## Galería

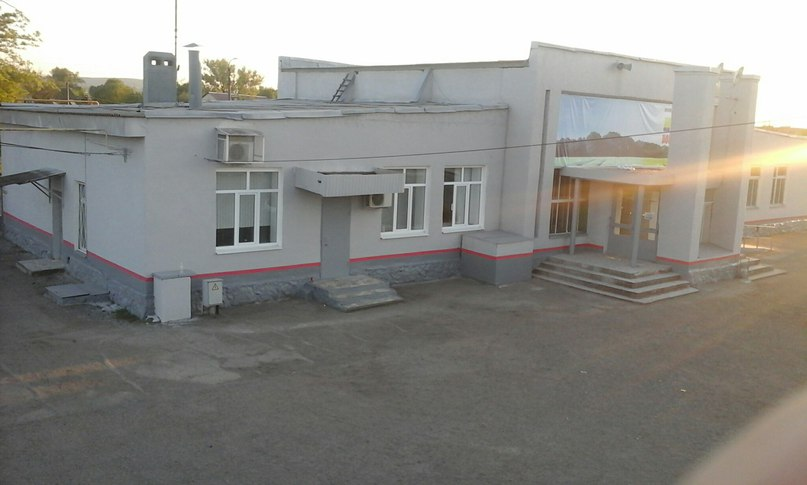
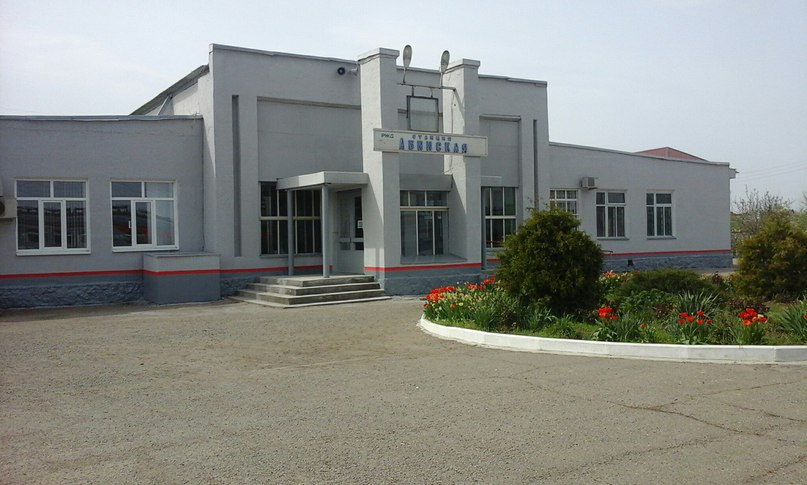
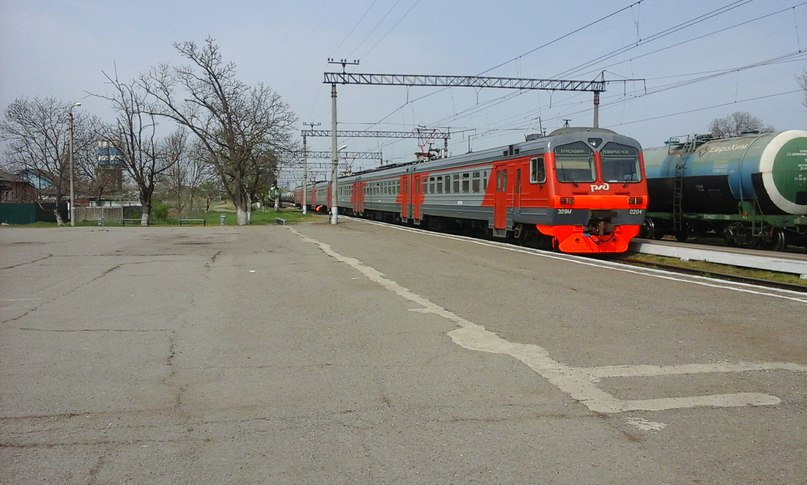
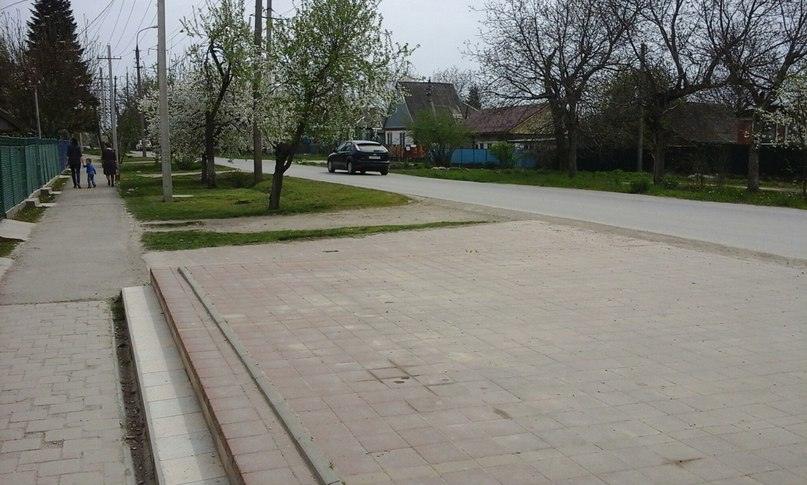

## Demografía
La mayor parte de la población es rusa (84,5%), aunque existen grupos de armenios, ucranianos, griegos, tártaros y otros.
| 1959*  | 1970*  | 1979*  | 1989*  | 2002*  | 2009   | 2010   | 2011   | 2012   | 2013   | 2014   | 2015   | 2016   |
| ------ | ------ | ------ | ------ | ------ | ------ | ------ | ------ | ------ | ------ | ------ | ------ | ------ |
| 11 800 | 21 200 | 25 251 | 29 182 | 33 734 | 34 510 | 34 405 | 34 900 | 35 449 | 35 921 | 36 607 | 36 986 | 37 415 |